# Etroplus
Etroplus ist eine Buntbarschgattung. Die zwei Arten der Gattung kommen in küstennahen Süßgewässern und im Brackwasser in Südindien (Karnataka, Kerala, Tamil Nadu und der Süden von Andhra Pradesh) und auf Sri Lanka vor und sind neben Pseudetroplus die einzigen Buntbarsche des indischen Subkontinents. Der Gattungsname kommt aus dem griechischen („eton“ = Bauch, „hoplon“ = Waffe) und bezieht sich auf die starken Flossenstacheln der Afterflosse.

## Merkmale
Etroplus-Arten werden 11,5 bis 40 cm lang. Ihr Körper ist oval bis eiförmig oder scheibenförmig und seitlich stark abgeflacht. Die unpaaren Flossen (Rücken- und Afterflosse) sind abgerundet. Sie sind Offenbrüter, die ihren Laich auf Steinen, Blättern, oder Holz, selten auch in Höhlen ablegen und eine Elternfamilie bilden. Etroplus-Arten ernähren sich von Zooplankton, Fischlarven und Algen.
- Flossenformel: Dorsale XVII–XX/8–15, Anale XII–XV/8–11.

Morphologisch unterscheiden sich die zwei Etroplus-Arten vom Indischen Buntbarsch (Pseudetroplus maculatus), der bis Mitte 2014 ebenfalls zur Gattung Etroplus gezählt wurde, u. a. durch  12 bis 13 (vs. elf) Brustrippen und 28 bis 29 Wirbel (vs. 26–27). Außerdem ist die vordere Hälfte der mittleren Sutur zwischen den unteren Pharyngealia bei Etroplus glatt (vs. gesägt), die ersten sechs Pterygiophoren der Afterflosse liegen vor den ersten zwei (vs. drei) Hämaldornen, Supraoccipitale und Exoccipitale (Knochen an der Schädelbasis) bilden keinen Auswuchs, der das Foramen magnum (Großes Hinterhauptloch) überlappt (vs. Auswuchs überlappt das Foramen magnum zur Hälfte) und einspitzige und spatenförmige vordere Kieferzähne (vs. dreispitzig und zugespitzt).

## Arten
- Etroplus canarensis Day 1877
- Gestreifter Buntbarsch (Etroplus suratensis Bloch 1790)

## Äußere Systematik
Etroplus ist eine recht ursprüngliche Buntbarschgattung und bildet mit Pseudetroplus und der madagassischen Gattung Paretroplus die Unterfamilie Etroplinae, die an der Basis des Buntbarschstammbaums steht.